# Karjalan Sissit
Karjalan Sissit (z fiń. „Jednostki Karelskie”) – industrialny projekt muzyczny z Finlandii. Założycielem jest urodzony w szwedzkim Eskilstuna, Markus Pesonen. Motywem przewodnim są surowe rytmy, inspirowane wydarzeniami II wojny światowej. W związku z tym niektóre kompozycje wzbogacono okrzykami wojskowymi.

## Dyskografia
Karjalan Sissit w swojej historii wydawał płyty pod szyldami dwóch wytwórni. Były nimi Cold Spring, Cold Meat Industry oraz jako aktualna Cyclic Law. Longplaye natomiast wydawała Eternal Sound Records.
Tytuły utworów występują w języku fińskim, szwedzkim i angielskim.

### Albumy
- Karjalan Sissit (2001)
- Miserere (2002)
- Karjalasta Kajahtaa (2004)
- Tanssit On Loppu Nyt (2006)